# Philostomella cigarra
Philostomella cigarra är en kräftdjursart som beskrevs av Szidat och Christoph D. Schubart 1960. Philostomella cigarra ingår i släktet Philostomella och familjen Cymothoidae. Inga underarter finns listade i Catalogue of Life.